# Van Hool A310
Le Van Hool A310 est un autobus prototype fabriqué et commercialisé par le constructeur belge Van Hool. Il possède deux portes, placées chacune aux extrémités du bus, un plancher surbaissé et un moteur placé sur le milieu du bus.

## Historique
Cet autobus, introduit peu après les Van Hool A300 ainsi que les A308 et A309, il avait la particularité de combiner une carrosserie large de 2,50 m, issue des A300, avec une longueur de châssis courte, comme les A308 et A309,.
Il sera fabriqué en un seul exemplaire en 1995.
Cette variante ne rencontra aucun succès, contrairement aux modèles dont il était issu qui se vendirent en Belgique et à l’étranger.

## Exploitants
L'opérateur privé STACA l'utilisa pour un service de courte durée dans la petite ville de Steenokkerzeel en Belgique, pour le compte de De Lijn,.